# Buraq Air
Buraq Air (El-Buraq Air Transport Inc) è una compagnia aerea con sede sul terreno dell'aeroporto militare di Mitiga a Tripoli, in Libia. Gestisce una rete di linea internazionale minore e servizi charter e voli aggiuntivi a sostegno di CHC. La base della compagnia aerea è il l'aeroporto militare di Mitiga poiché il più grande aeroporto Internazionale di Tripoli non è operativo da diversi anni.

## Storia
La compagnia aerea è stata fondata il 22 ottobre 2000 e ha iniziato ad operare il 15 novembre 2001; è la prima compagnia aerea privata in Libia. Il suo nome deriva dal buraq, una creatura su cui si crede che il profeta islamico Maometto sia volato dalla Mecca a Gerusalemme e da lì ai vari cieli.
Nel 2011, in conseguenza della guerra civile libica e della conseguente no-fly zone sul paese imposta dalla NATO in conformità con la risoluzione 1973 del Consiglio di sicurezza delle Nazioni Unite, tutte le operazioni di volo di Buraq Air sono terminate il 17 marzo. Al 25 agosto 2011 , almeno due Boeing 737-800 erano ancora visibili sulla pista dell'aeroporto internazionale di Tripoli. Da allora ha ripreso le operazioni.

## Destinazioni
Al 2021, Buraq Air opera voli interni alla Libia e verso la Turchia.

## Flotta

### Flotta attuale
A dicembre 2022 la flotta di Buraq Air è così composta:

### Flotta storica
Buraq Air operava in precedenza con:
- Boeing 737-200
- Boeing 747-200
- De Havilland Canada DHC-8-300
- McDonnell Douglas DC-10-10